# Герб Звенигородського району
Герб Звенигородського району — офіційний символ Звенигородського району Черкаської області. Був  затверджений 28 жовтня 2003 року сесією Звенигородської районної ради.

## Опис
На лазуровому полі срібна фортеця з трьома вежами, над якою висить золотий дзвін. Щит покладений на золотий сніп збіжжя. Щитотримачі: справа воїн з мечем в обладунках часів Київської Русі, зліва - козак, озброєний шаблею та мушкетом. Нижня частина герба огорнута стрічкою з написом "Звенигородський район".